# Anton Stecker

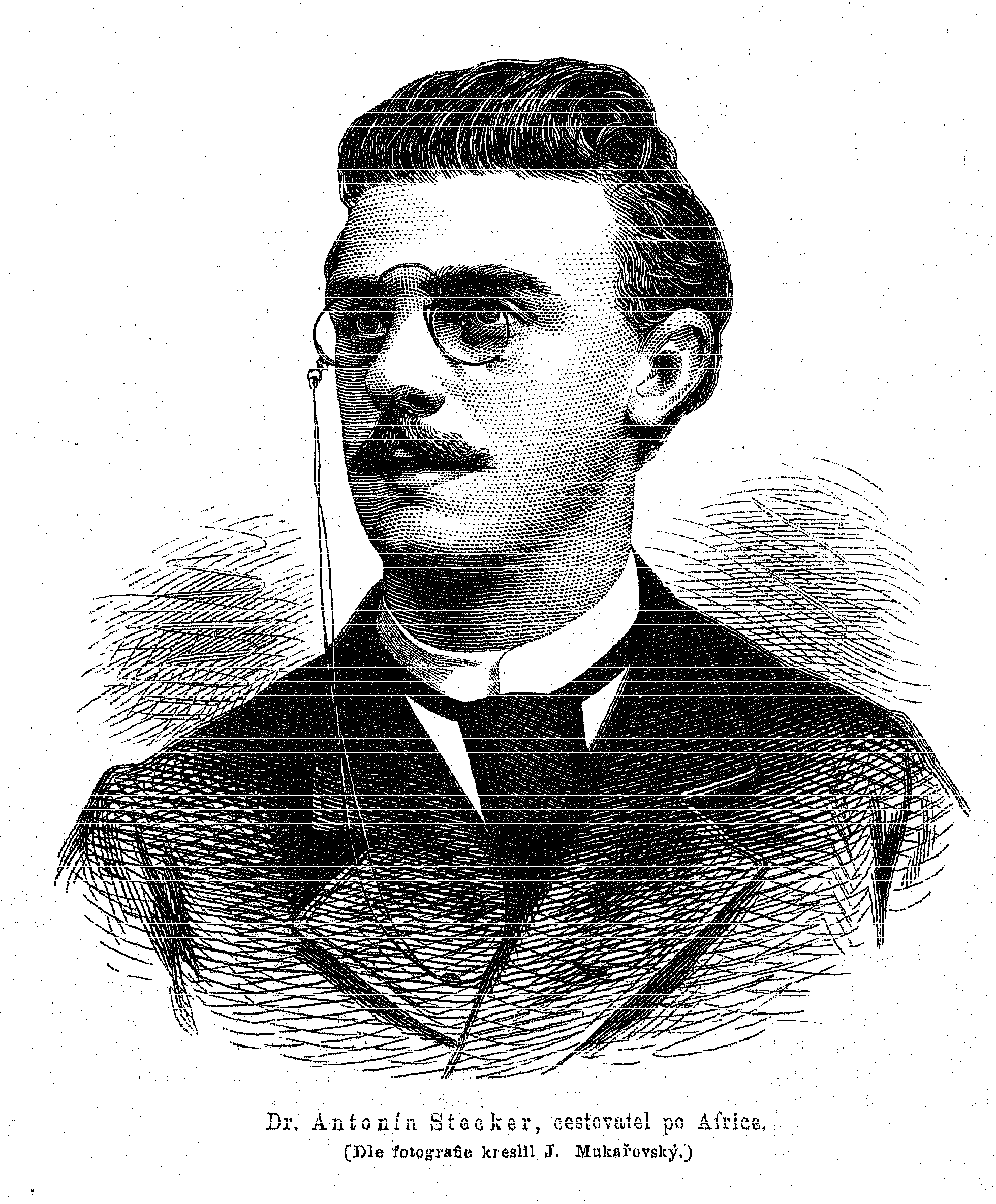
Anton Stecker (1879)

Anton Stecker (* 17. Januar 1855 in Josephsthal bei Jungbunzlau, Böhmen; † 15. April 1888 ebenda) war ein österreichischer Afrikareisender. 

## Leben
Anton Stecker war der Sohn eines leitenden Angestellten einer Textilfabrik und studierte in Heidelberg Naturwissenschaften mit Schwerpunkt Zoologie und Anatomie und promovierte 1877. In Heidelberg traf er die Reisenden und Forscher Gustav Nachtigal, Ferdinand Freiherr von Richthofen und Gerhard Rohlfs, auf deren Anraten er in Berlin weitere Kenntnisse erwarb. 
Die Deutsche Gesellschaft zur Erforschung Äquatorial-Afrikas entsandte Stecker 1878 als wissenschaftlichen Berater mit der Expedition Rohlfs nach Afrika. Diese sollte die Kufra-Oasen finden und das Kongobecken erforschen. Im August 1879 erreichten sie als erste Europäer die Kufra-Oasen. Nach einem Überfall mussten die Forscher zurück nach Bengasi fliehen.
1880 ging er im Auftrag der Afrikanischen Gesellschaft nach Tripolis und von da mit Rohlfs nach Abessinien. 
Während Rohlfs nach Europa zurückkehrte, nahm Stecker den Tanasee kartografisch auf, kam 1881 nach Godjam und drang von da bis in das Land der Oromo vor, geriet dort aber in die Gefangenschaft des Königs Menelik von Schoa. Auf Verwendung des italienischen Marchese Orazio Antinori wurde er wieder freigelassen und kartierte anschließend noch einige Seen in Abessinien. Dafür wurde ihm der Orden vom Siegel Salomons, der Verdienstorden Abessiniens, durch den Kaiser Yohannes IV. verliehen.
Er kehrte 1883 nach Europa zurück und starb dort mit 33 Jahren an der Lungenschwindsucht. Auf Grund seines kurzen Lebens und seiner schweren Krankheit sind von ihm keine größeren Reiseberichte verfasst worden.